# Robotique biomorphique

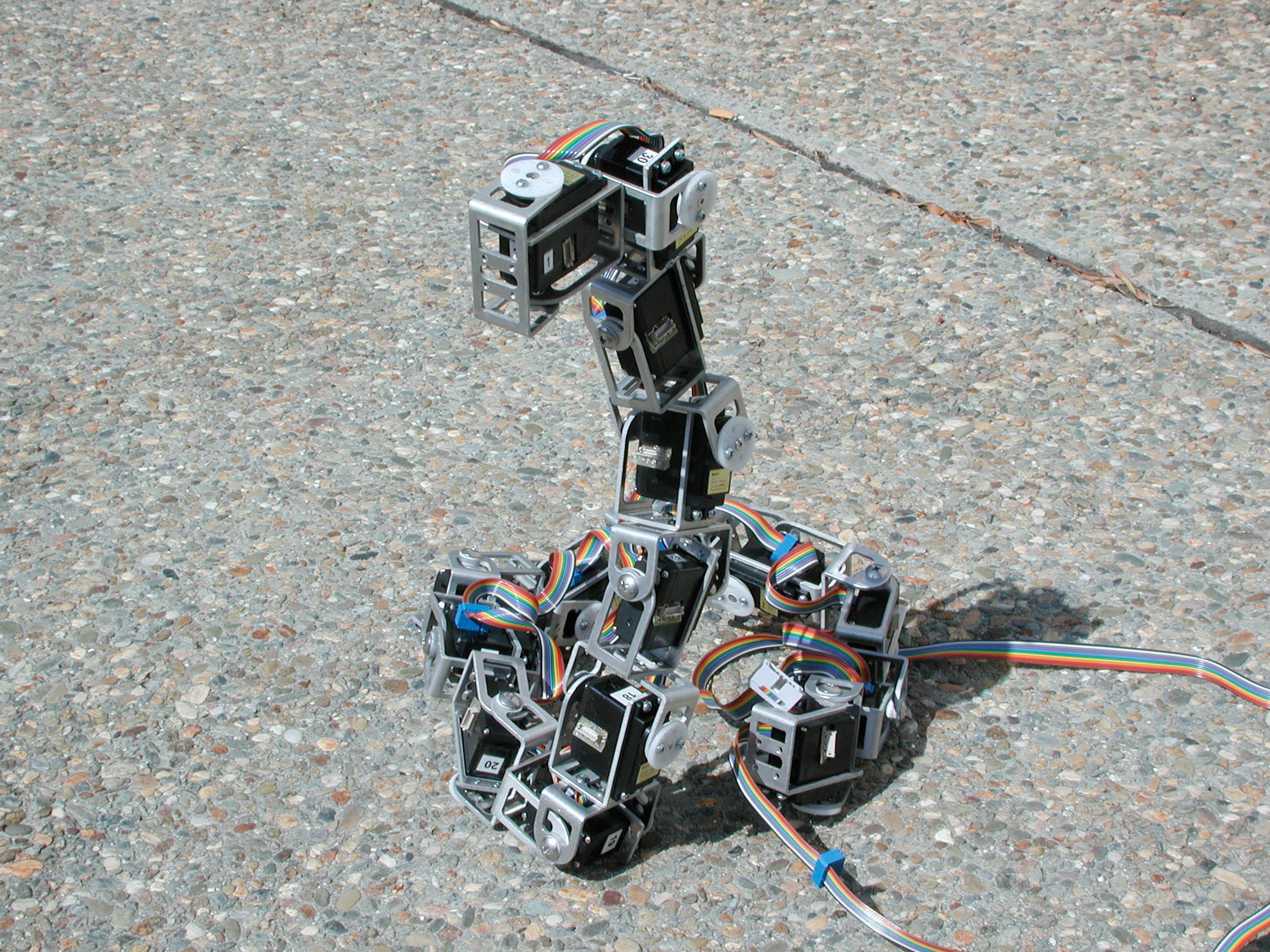
Un modèle de Snakebot

La robotique biomorphique est une sous-discipline de la robotique mettant l'accent sur l'émulation de la mécanique, les systèmes de détection, le calcul des structures et les méthodes utilisées par les animaux. En bref, ces robots sont inspirés par les principes de systèmes biologiques. 
Un excellent exemple de robot biomorphique est le Snakebot, sachant s'adapter à la fois sur terre et dans l'eau.